# ان‌جی‌سی ۶۰۰۸
ان‌جی‌سی ۶۰۰۸ (گاهی اوقات به عنوان ان‌جی‌سی ۶۰۰۸ای شناخته می‌شود) یک کهکشان مارپیچی میله‌ای در صورت فلکی مار واقع شده است. سرعت آن نسبت به ریزموج زمینه کیهانی ۸ ± ۴۹۵۹ کیلومتر بر ثانیه است، که مربوط به قانون هابل ۵٫۱ ± ۷۳٫۲ است. (~۲۳۹میلیون سال نوری). این کهکشان توسط ستاره‌شناس فرانسوی ادوارد استفان در ۱۰ ژوئن ۱۸۸۰ کشف شد.